# Antun Grego
Antun Grego (Omišalj, Yugoslavia, 8 de agosto de 1940) es un deportista croata que compitió en vela en las clases Flying Dutchman y Snipe.
Participó en los Juegos Olímpicos de México 1968 y Múnich 1972 en la clase Flying Dutchman.
En la clase Snipe, Grego fue campeón de Europa en 1966 y subcampeón en 1968. En el Mundial de 1967 fue tercero.